# Roda Sport

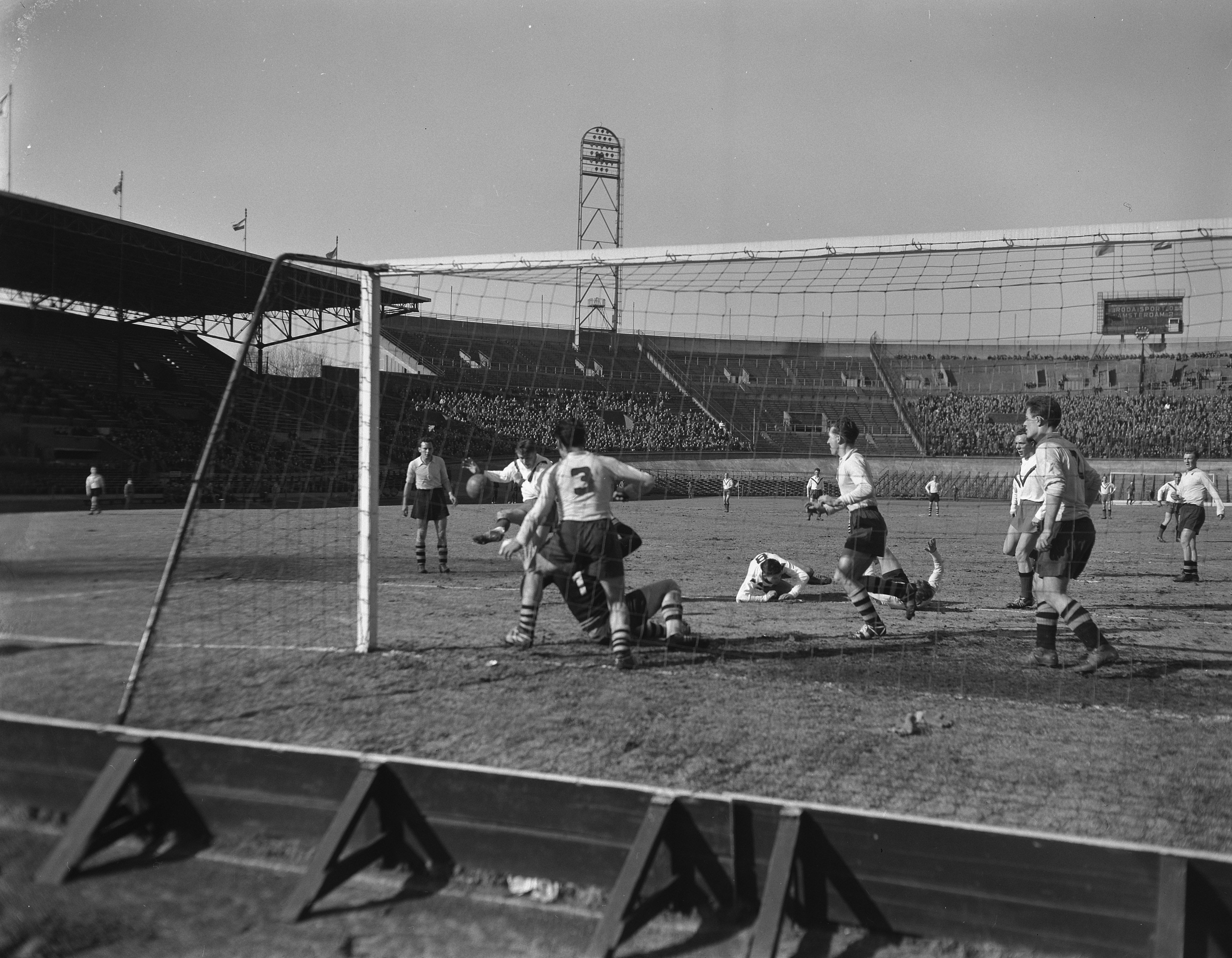
Amsterdam tegen Roda Sport in 1956

Roda Sport is een voormalige Nederlandse voetbalclub uit het Limburgse Kerkrade. De ploeg kwam tussen 1954 en 1962 uit in het betaald voetbal en speelde op het voormalige Minor-terrein maar de laatste jaren op het terrein aan de Jonkerbergstraat. Op 27 juni 1962 ging Roda Sport op in de fusieclub Roda JC.
Roda Sport ontstond op 10 november 1954, kort voor de start van de eerste door de KNVB georganiseerde betaaldvoetbalcompetitie in Nederland. De vereniging was een fusie van de Kerkrader clubs Kerkrade (ook wel Minor genoemd) dat werd opgericht op 1 augustus 1926 en Bleijerheide (ook wel Sparta genoemd) dat werd opgericht op 27 juli 1914. Roda was geplaatst in de Eerste klasse A, een van de vier hoogste klassen, waarin het negende werd. Het jaar daarop kwam het uit in de Hoofdklasse A. De veertiende plek dat seizoen leidde ertoe dat Roda in seizoen 1956/57 niet meer op het hoogste niveau speelde, maar in de Eerste divisie.
Roda Sport speelde drie seizoenen in de onderste regionen van de Eerste divisie. In 1959 volgde degradatie naar de Tweede divisie. Na drie seizoenen in deze klasse besloot de vereniging in 1962 te fuseren met plaatsgenoot Rapid JC, de voormalig landskampioen die dat seizoen degradeerde uit de Eredivisie. Het aldus gevormde Roda JC kwam vanaf seizoen 1962/63 uit in de Eerste divisie.

Stamboom van Roda JC

## Eindklasseringen
- 1955 9e
Eerste klasse (prof) A
- 1956 14e
Hoofdklasse (prof) A
- 1957 12e
Eerste divisie A
- 1958 15e
Eerste divisie A
- 1959 15e
Eerste divisie B
- 1960 3e
Tweede divisie A
- 1961 6e
Tweede divisie
- 1962 2e
Tweede divisie

In elke staaf van de grafiek staat van boven naar beneden vermeld: 
- Eindnotering

Dit is de positie die de club heeft bereikt in de competitie, zonder eventuele beslissings-, play-off- of nacompetitiewedstrijden die nodig zijn geweest om bijvoorbeeld de kampioen van de competitie te bepalen.
Indien een * achter het getal staat is de notering een tussenstand en kan het zijn dat de notering niet overeenkomt met de uiteindelijke eindstand van de competitie.
Staat er een - dan is het seizoen nog bezig en is er geen definitieve uitslag bekend.
Staat er xx op de positie van de notering, dan heeft de club vroegtijdig de competitie verlaten. Dit kan onder andere komen door terugtrekking van het team, faillissement van de club of door een uitgedeelde straf van de KNVB. In veel gevallen staat elders in het artikel de reden vermeld.
Staat er een ? dan is het resultaat uit het verleden onbekend, en is alleen de competitie of het niveau bekend van dat seizoen.
In de seizoenen 2019/20 en 2020/21 werd wegens de coronacrisis het amateurvoetbal afgebroken. Daardoor kennen deze staven geen eindklassering (middels -- weergegeven).
- Competitieniveau en afdelingsletter of Officiële eindstand Eredivisie
  - Competitieniveau en afdelingsletter

Hierbij geeft het getal het niveau weer, dat ook terug te vinden is in de legenda. De letter is de afdelingsaanduiding en wordt gebruikt wanneer er meer afdelingen zijn op hetzelfde niveau. De afdelingsletter is altijd een hoofdletter en wordt meestal zonder nummer gebruikt.
Voorbeeld: 2F is niveau 2e klasse competitie F.
Het competitieniveau en nummer wordt niet vermeld wanneer er slechts één competitie van dit niveau was.
  - Officiële eindstand Eredivisie (getal staat tussen haakjes vermeld)

Sinds de introductie van play-offwedstrijden voor Europees voetbal na afloop van de reguliere competitie in 2005/06, is de KNVB verplicht een eindstand van de Eredivisie door te geven aan de UEFA aan de hand van deze play-offwedstrijden.
Bij deze eindstand staan clubs die zich hebben gekwalificeerd voor Europees voetbal hoger dan clubs die zich niet wisten te kwalificeren. Indien er geen verschil was tussen de eindnotering en de officiële eindstand, staat dit getal niet vermeld.

- Onderafdeling

Hier staat afgekort de naam van de onderafdeling indien de club in dat jaar in een onderafdeling uitkwam. Tevens staat deze afkorting in de legenda en wordt gelinkt naar het artikel over deze onderafdeling. Deze afkorting wordt alleen vermeld wanneer de club in het verleden in verschillende onderafdelingen heeft gespeeld. Deze vermelding is in de staaf altijd in kleine letters. Deze onderafdelingen zijn na het seizoen 1995/96 afgeschaft. Heeft de club in slechts één onderafdeling gespeeld, dan is dit alleen terug te vinden in de legenda.
Onder de staaf staat het jaartal vermeld waarin het seizoen is afgesloten. 15 verwijst naar het seizoen 2014/15 of eventueel het seizoen 1914/15.
Wanneer een staaf leeg is, zijn deze gegevens niet bekend. Het kan ook zijn dat de club dat seizoen niet heeft meegespeeld op het hogere amateurniveau, vroegtijdig de competitie heeft verlaten of uit de competitie is gezet.

In het seizoen 1944/45 was er wegens de Tweede Wereldoorlog geen regulier competitievoetbal.
- Hoofdklasse (prof)
- Eerste divisie
- Eerste klasse (prof)
- Tweede divisie

## Overzichtslijsten

### Seizoensoverzichten
| Resultaten van Roda Sport sinds de toetreding in het betaald voetbal in 1954 | Resultaten van Roda Sport sinds de toetreding in het betaald voetbal in 1954 | Resultaten van Roda Sport sinds de toetreding in het betaald voetbal in 1954 | Resultaten van Roda Sport sinds de toetreding in het betaald voetbal in 1954 | Resultaten van Roda Sport sinds de toetreding in het betaald voetbal in 1954 | Resultaten van Roda Sport sinds de toetreding in het betaald voetbal in 1954 | Resultaten van Roda Sport sinds de toetreding in het betaald voetbal in 1954 | Resultaten van Roda Sport sinds de toetreding in het betaald voetbal in 1954 | Resultaten van Roda Sport sinds de toetreding in het betaald voetbal in 1954 | Resultaten van Roda Sport sinds de toetreding in het betaald voetbal in 1954 | Resultaten van Roda Sport sinds de toetreding in het betaald voetbal in 1954 | Resultaten van Roda Sport sinds de toetreding in het betaald voetbal in 1954 | Resultaten van Roda Sport sinds de toetreding in het betaald voetbal in 1954 |
| Seizoen                                                                      | Competitie                                                                   | Competitie                                                                   | Competitie                                                                   | Competitie                                                                   | Competitie                                                                   | Competitie                                                                   | Competitie                                                                   | Competitie                                                                   | Competitie                                                                   | Kwalificatie                                                                 | KNVB Beker                                                                   | Bijzonderheid                                                                |
| Seizoen                                                                      | Divisie                                                                      | GW                                                                           | W                                                                            | G                                                                            | V                                                                            | PNT                                                                          | DV                                                                           | DT                                                                           | POS                                                                          | Kwalificatie                                                                 | KNVB Beker                                                                   | Bijzonderheid                                                                |
| ---------------------------------------------------------------------------- | ---------------------------------------------------------------------------- | ---------------------------------------------------------------------------- | ---------------------------------------------------------------------------- | ---------------------------------------------------------------------------- | ---------------------------------------------------------------------------- | ---------------------------------------------------------------------------- | ---------------------------------------------------------------------------- | ---------------------------------------------------------------------------- | ---------------------------------------------------------------------------- | ---------------------------------------------------------------------------- | ---------------------------------------------------------------------------- | ---------------------------------------------------------------------------- |
| 1954/55                                                                      | Eerste klasse A                                                              | 26                                                                           | 11                                                                           | 4                                                                            | 11                                                                           | 26                                                                           | 48                                                                           | 51                                                                           | 9e                                                                           | Hoofdklasse                                                                  | Geen bekertoernooi                                                           | Roda Sport treedt toe tot het betaald voetbal                                |
| 1955/56                                                                      | Hoofdklasse A                                                                | 34                                                                           | 8                                                                            | 9                                                                            | 17                                                                           | 25                                                                           | 63                                                                           | 81                                                                           | 14e                                                                          | Eerste divisie                                                               | Geen bekertoernooi                                                           |                                                                              |
| 1956/57                                                                      | Eerste divisie A                                                             | 30                                                                           | 10                                                                           | 6                                                                            | 14                                                                           | 26                                                                           | 48                                                                           | 60                                                                           | 12e                                                                          | –                                                                            | 3e ronde                                                                     | –                                                                            |
| 1957/58                                                                      | Eerste divisie A                                                             | 30                                                                           | 5                                                                            | 7                                                                            | 18                                                                           | 17                                                                           | 34                                                                           | 66                                                                           | 15e                                                                          | –                                                                            | Voorronde                                                                    | –                                                                            |
| 1958/59                                                                      | Eerste divisie B                                                             | 30                                                                           | 8                                                                            | 2                                                                            | 18                                                                           | 18                                                                           | 35                                                                           | 68                                                                           | 15e                                                                          | Rechtstreekse degradatie                                                     | 2e ronde                                                                     | –                                                                            |
| 1959/60                                                                      | Tweede divisie A                                                             | 22                                                                           | 11                                                                           | 6                                                                            | 5                                                                            | 28                                                                           | 43                                                                           | 22                                                                           | 3e                                                                           | Nacompetitie                                                                 | Geen bekertoernooi                                                           | Promotiewedstrijden tegen Heerenveen (0–0 en 0–4)                            |
| 1960/61                                                                      | Tweede divisie                                                               | 34                                                                           | 19                                                                           | 2                                                                            | 13                                                                           | 40                                                                           | 72                                                                           | 49                                                                           | 6e                                                                           | –                                                                            | 1e ronde                                                                     | –                                                                            |
| 1961/62                                                                      | Tweede divisie                                                               | 28                                                                           | 13                                                                           | 8                                                                            | 7                                                                            | 34                                                                           | 53                                                                           | 34                                                                           | 2e                                                                           | –                                                                            | 3e ronde                                                                     | Roda Sport fuseert met Rapid JC en verandert haar naam in Roda JC            |

### Topscorers
- 1954/55:  Frans Rutten (19)
- 1955/56:  Frans Rutten (19)
- 1956/57:  Toon Ederveen (14)
- 1957/58:  Toon Ederveen (6)
0000000  Waldemar Kalff (6)
- 1958/59:  Boeb Becholtz (8)
- 1959/60:  Michel Esser (10)
- 1960/61:  Rik Aspers (31)
- 1961/62:  Hens Fischer (10)

### Trainers
- 1954–1955:  Jung Schlangen
- 1955–1956:  Cor Sluijk
- 1956–1957:  Nic Heijenrath
- 1957–1958:  Günther Schmidt
- 1958–1959:  Reiner Hammers
- 1959–1961:  Jung Schlangen
- 1961–1962:  Barthel Thomas

VV Chevremont · RKVV Haanrade · FC Kerkrade-West · Laura Hopel Combinatie · KVC Oranje · RKTSV · SVA Bleijerheide

Voormalig: Bleijerheide · Juliana · Minor ·  RKVV Miranda ·  Rapid JC · Roda Sport · Kerkrade